# Fritz Pawelzik
Fritz Pawelzik, voller Name Hans-Fritz Pawelzik, Ehrentitel Nana Kofu Marfu II. (* 2. Dezember 1927 in Herne; † 29. Januar 2015 in Mülheim an der Ruhr), war ein deutscher Schriftsteller, Missionar des Christlichen Vereins Junger Menschen, Entwicklungshelfer und Aschanti-Häuptling in der Kleinstadt Konongo.

## Leben
Fritz Pawelzik wurde am 2. Dezember 1927 in Herne als Sohn eines Bergarbeiters geboren. Sein Vater war politischer Gefangener während der Zeit des Nationalsozialismus. Pawelzik gehörte der Hitlerjugend an und meldete sich 1943 im Alter von 15 Jahren freiwillig zum Militärdienst. Zunächst wurde er als Kampfflieger ausgebildet, kämpfte dann aber bei den Bodentruppen an der Ostfront und im Oderbruch. Kurz vor Kriegsende geriet er in Berlin, bei der Verteidigung der Reichskanzlei, im Hotel Adlon in sowjetische Kriegsgefangenschaft und kam nach Leningrad. In dieser Zeit erkannte der bisherige Hitleranhänger, welchen Schaden das Hitlerregime der Welt zugefügt hatte. Nach achtzehnmonatiger Gefangenschaft gelang ihm die Flucht und er kehrte nach Herne zurück. Ein britischer Soldat schenkte dem Heimkehrer eine Bibel, nach deren Lektüre Pawelzik zum christlichen Glauben fand und sich aktiv im CVJM betätigte mit dem Ziel, später Missionar zu werden.
Seine Ausbildung erhielt Pawelzik an der CVJM-Sekretärschule in Kassel.
Zunächst arbeitete Pawelzik als Bergmannsmissionar, bevor er 1959 nach einer Anfrage des YMCA Ghana im Auftrag des CVJM als Bruderschaftssekretär nach Ghana ging, um dort bis 1966 mit dem Aufbau der CVJM-Arbeit zu beginnen. Damit setzte er die Arbeit des englischen Bruderschaftssekräters Ted Ewing fort. Er lebte mit seiner kurz zuvor geheirateten finnischen Frau Karin zunächst in Takoradi, wo sie auch als Zahnärztin praktizierte. In Afrika kamen zwei Töchter und ein Sohn zur Welt. 1964 zog die Familie nach Accra um.
Pawelzik lud junge Männer zu Gruppen ein und bildete Mitarbeiter für die Arbeit des CVJM aus. Seine Arbeit konzentrierte sich besonders auf Schüler und Studenten, denen er für ihre Clubs Eigenverantwortung übertrug. Einige seiner ersten Mitarbeiter konnten später im YMCA Ghana, in den Kirchen und der Gesellschaft Leitungsaufgaben übernehmen.
Pawelzik erreichte 1961 bei einem Besuch des Bundespräsidenten Heinrich Lübke einen Zuschuss von 100.000 DM Entwicklungshilfe für den Bau eines Lehrlingswohnheims in Accra.
Er baute den Sitz des nationalen YMCA auf, in dessen Gebäude auch eine Berufsschule für mittellose Jugendliche untergebracht ist, die dort eine Ausbildung zum Maurer oder Schreiner absolvieren können. Ein weiteres Ausbildungscenter befindet sich in Takoradi. Der YMCA betreibt heute in Ghana mehr als 15 Kindergärten und unterhält an Schulen Vereine, in denen Jungen und Mädchen kulturell gefördert werden sollen.
1966/67 studierte er als erster deutscher CVJM-Sekretär am George Williams College in Chicago und erwarb dort in nur einem Jahr den Master in Social Science.
Zwischen 1967 und 1977 leitete Pawelzik das von ihm entworfenen Ausbildungs- und Fortbildungsprogramm „Christian Leadership Development Program (CLDP)“ für CVJM-Sekretäre in Ostafrika (zuständig für Kenia, Uganda, Tansania, Sambia und Simbabwe). Dieses Programm wurde von Weltbund der CVJM, verschiedenen nationalen CVJM-Verbänden sowie der Evangelischen Zentralstelle für Entwicklungshilfe (EZE) in Bonn finanziert. Pawelzik legte Wert darauf, dass die afrikanischen CVJM die Arbeit der europäischen oder deutschen CVJM nicht einfach übernahmen, sondern eigene, regionaltypische Stile ihrer Arbeit entwickeln konnten. Das spiegelte sich umgekehrt auch darin, wie er z. B. die konkrete afrikanische Gebetssprache ins Deutsche übersetzte und bekannt machte. Er konnte diese Arbeit der afrikanischen CVJM weiter begleiten, als er von 1977 bis 1981 beim CVJM-Weltdienst in Genf in der weltweiten Mitarbeiterausbildung tätig war. Auch als er wieder nach Deutschland zum CVJM-Westbund zurückkehrte, reiste Pawelzik weiterhin regelmäßig nach Afrika. In Deutschland setzte er sich dafür ein, YMCA-Vereine in Ghana und Sierra Leone gleichberechtigt mit deutschen CVJM-Ortsvereinen zu vernetzen und dazu einen persönlichen Austausch von Mitarbeitern zu ermöglichen. Durch seine Initiative entstanden über 40 Vereins- und Ortspartnerschaften zwischen Deutschland und Ghana, später auch zwischen Deutschland und Sierra Leone. In Deutschland hielt Pawelzik zahlreiche Vorträge in Schulen und anderen Institutionen, in denen er insbesondere Jugendlichen über die Zeit des Zweiten Weltkriegs und seinen Sinneswandel zu einem Neuanfang und einem, wie er es selbst nannte, gütigen Leben berichtete. Pawelzik war nicht nur ein äußerst engagierter Mitarbeiter für die weltweite CVJM-Arbeit, sondern auch ein begnadeter Erzähler. Seine fundierte Bildung konnte er perfekt auf die jeweiligen Verhältnisse herunter brechen, aber auch „ganz oben“ mit dem nötigen Nachdruck vertreten. Er lebte ein fast kindliches Christentum in einer auch für Atheisten und Andersgläubige einladenden Offenheit. In evangelikalen CVJM-Kreisen stieß seine soziologisch fundierte Arbeit immer wieder auf Kritik, von der er sich aber nie entmutigen ließ. Bis zu seinem Ruhestand 1992 war Pawelzik im CVJM-Westbund für dessen Weltdienstarbeit zuständig.
Pawelzik konnte spannend erzählen, insbesondere wie er 1994 Ashanti-Häuptling auf Lebenszeit wurde, und ist gerne in der traditionellen Tracht mit seinem Häuptlingsschwert aufgetreten. Im Nachruf des CVJM Ostwerk e. V. heißt es dazu: „In der Kleinstadt Konongo in der Region des Stammes der Ashanti, wo er beim Ausbau eines Krankenhauses mitwirkte, ernannte man ihn aus Dankbarkeit zum Häuptling. Unter dem Namen Nana Kofu Marfu II. wurde er lebenslanges Mitglied des Leitungsgremiums der Stadt und war 'Chief für die Entwicklung von Konongo'. Im traditionellen Stammes-Outfit berichtete Fritz Pawelzik auf unzähligen Veranstaltungen über sein abenteuerliches Leben in Afrika – spannend, humorvoll, originell und mit ganz viel Herz.“ Bis ins hohe Alter flog er einmal jährlich zu den Aschanti und absolvierte dort ein Programm mit vielen protokollarischen Pflichten und half vielen finanziell mit seinen in Deutschland gesammelten Spenden, womit er Kindergärten, Berufsschulen und Kliniken bauen ließ.
Er starb im Evangelischen Krankenhaus in Mülheim an der Ruhr nach kurzer schwerer Krankheit im Beisein von zwei seiner Kinder, die in Düsseldorf und Amsterdam wohnen. Noch zu seiner Lebenszeit haben die Ashanti, ein großer Stamm in Ghana, Sabine Drescher zur designierten Nachfolgerin ihres deutschen Häuptlings Fritz Pawelzik gekürt – sie soll nach seinem Tod „Queenmother“ werden.

## Stimmen zu Pawelzik
Günther Haas, ehemaliger Weltdienst-Referent des CVJM-Gesamtverbandes, erinnert sich an seinen Weggefährten.
Carmen Behrens, Referentin für Öffentlichkeitsarbeit beim CVJM-Ostwerk e. V., hat ihn in ihrem Nachruf als beeindruckende Persönlichkeit, die allezeit ihre Stimme für den Frieden und Völkerverständigung im Sinne des Evangeliums erhob, bezeichnet. Seine große Liebe habe dem Frieden und Afrika gegolten.
Andreas Altmann, selbst Atheist, hatte ihn 2004 nach Ghana begleitet. Er fand die Folklore, die um den Häuptling in Ghana gemacht wurde, eher rührend und anstrengend. Er schrieb auch von Dritten, die in Pawelzik einen alten Mann sähen, der nur sein eigenes Ego mit den Auftritten in Afrika bestärke und dabei übersähe, dass diese ihn „abzocken“.
Der SCM Hänssler-Verlag bewirbt Pawelziks autobiografisches Buch mit den Worten, es sei „das bewegende Vermächtnis eines beeindruckend menschlichen Originals“.
Weitere Nachrufe von Zeitzeugen, darunter:
- Kwabena Nketia Addae, Generalsekretär des YMCA Ghana, dankt dem „örtlichen Chief für Entwicklung in der Stadt Konongo“, der wegen seiner harten Arbeit in der Ashanti-Region geehrt wurde;

- Reginald Wake, pensionierter YMCA-Sekretär in England, erinnert als ehemaliger Kollege in Afrika an Pawelzik und bestätigt die Angaben im Nachruf des CVJM Westbundes;

- Christian Kamara, Generalsekretär YMCA Sierra Leone, weist darauf hin, wie man sich in Ghana und Sierra Leone an Pawelzik erinnert.[19]

## Veröffentlichungen (Auswahl)
Pawelzik veröffentlichte mehr als 40 Bücher, in denen er vor allem seine Erlebnisse aus Afrika verarbeitete. Einige der Werke erschienen in Auflagen von bis zu 80000 Stück und wurden in 18 Sprachen übersetzt.

### Als Autor
- Unterwegs zwischen Ruhrpott und Afrika, (Autobiografie), Holzgerlingen, SCM Hänssler, 2012, ISBN 978-3-7751-5369-0.
- Der fromme Kicker aus Afrika (Roman), Berlin, Frieling-Verlag Berlin, 2001, ISBN 3-8280-1551-4.
- Die fröhliche Blechkirche, Wuppertal, SCM R. Brockhaus, 2001, ISBN 3-417-20814-9 (5. Auflage).
- Karin & Kaminski: so etwas wie eine Familienchronik, Wuppertal, SCM R. Brockhaus, 2001, ISBN 3-417-21920-5 (4. Gesamtauflage).
- Morgengrauen in Chicago: wie wir zu unserem Familienspruch kamen, Wuppertal, SCM R. Brockhaus, 2000, ISBN  3-417-20878-5.
- mit Günther Schild: Mein Gedächtnis ist meine Heimat, Maroldsweisach, CVJM Altenstein, 1997, ISBN 3-89014-115-3.
- Weißer Häuptling Nana Kofu Marfu II., Wuppertal, SCM R. Brockhaus, 1997, ISBN 3-417-20867-X.
- Zweimal Eden und zurück: Harry & Mona, Wuppertal, SCM R. Brockhaus, 1996, ISBN 3-417-20860-2.
- Der Kühlschrank auf dem Kamel und andere Geschichten, Wuppertal, SCM R. Brockhaus, 1995, ISBN 3-417-23251-1.
- Harry oder die Freiheit, sich nicht festzulegen, Wuppertal, SCM R. Brockhaus, 1995, ISBN 3-417-20857-2.
- Löwenstarke Geschichten, Wuppertal, SCM R. Brockhaus, 1994, ISBN 3-417-23248-1.
- mit Günther Schild: Spätlese: Rückblick auf ein Leben, Wuppertal, SCM R. Brockhaus, 1994, ISBN 3-417-24107-3.
- Das Glück in der Tüte: zu Besuch in Deutschland, Wuppertal, SCM R. Brockhaus, 1993, ISBN 3-417-20842-4.
- Ich werfe meine Freude an den Himmel: Gebete aus Afrika, Wuppertal, SCM R. Brockhaus, 1993, ISBN 3-417-20473-9.
- Wie kommt die Kokosnuss aufs Autodach?, Wuppertal, SCM R. Brockhaus, 1992, ISBN 3-417-23241-4.
- Ein Engel im Milieu, Wuppertal, SCM R. Brockhaus, 1991, ISBN 3-417-20832-7.
- Wieviel Liebe braucht ein Mensch, Wuppertal, SCM R. Brockhaus, 1990, ISBN 3-417-20807-6 (2. Auflage).
- Gesucht wird Mann mit Phantasie, Wuppertal, SCM R. Brockhaus, 1989, ISBN 3-417-20804-1 (2. Auflage).
- Signora Angela und andere Geschichten, Wuppertal, SCM R. Brockhaus, 1989, ISBN 3-417-20824-6.
- Emscherperlen oder der Mord an der Oma Bregulla, Wuppertal, SCM R. Brockhaus, 1989, ISBN 3-417-20819-X.
- Der Chef hiess Mexiko: Geschichten vom anderen Ende d. Welt, Wuppertal, SCM R. Brockhaus, 1986, ISBN 3-417-20365-1 (2. Auflage).
- Mary: die Geschichte einer Afrikanerin, Neukirchen-Vluyn, Aussaat-Verlag, 1985, ISBN 3-7615-4816-8.
- Halleluja vom heissen Ofen: Gebete junger Leute, Wuppertal, Aussaat-Verlag, 1983, ISBN 3-7615-3194-X.
- Wachira, Janne und der Kokosnusskopf, Wuppertal, Aussaat-Verlag, 1981, ISBN 3-7615-2748-9.
- Die Sonne brennt meine Haut: Gebete u. Sozialgedichte aus Afrika, Wuppertal, Aussaat-Verlag, 1981, ISBN 3-7615-4405-7.
- Bwana Jesus am Kilimandscharo: neue Stories aus Afrika, Wuppertal, Aussaat-Verlag, 1977, ISBN 3-7615-0256-7.
- Mit Bibel, Ball und Badehose: Geschichten aus des CVJM in Ostafrika, Erlangen, Verlag der Evangelisch-Lutherischen Mission, 1975, ISBN 3-87214-065-5.
- Gruppen, Typen und Modelle: vom Kohlenpott bis Kenia; Erlebnisbericht zur Gruppendynamik aus 3 Kontinenten, Wuppertal, Aussaat-Verlag, 1973, ISBN 3-7615-0117-X.
- Ich singe dein Lob durch den Tag, Wuppertal, Aussaat-Verlag, 1965.
- Tom Ojo trommelt seinen Psalm, Wuppertal, Aussaat-Verlag, 1962.
- Ich liege auf meiner Matte und bete: Afrikanische Gebete, Wuppertal, Aussaat-Verlag, 1961.

### Übersetzungen
- Selli 6, numero 230 : romanialaisen lääkärin vankilakokemuksia, Helsinki, Sley-kijat, 1991, ISBN 951-617-941-X (Ausgabe auf Finnisch von Wie viel Liebe braucht ein Mensch)
- Dagen skinner i gresset : afrikanske bønner, Oslo, Credo Forlag, ISBN 82-531-9291-6 (Auswahl auf Norwegisch aus Ich liege auf meiner Matte und bete)
- Afrika bidt, Gravenhage, Boekencentrum, 1971 (Auswahl auf Niederländisch aus Ich liege auf meiner Matte und bete übersetzt von Ype Schaaf)
- Jag ligger p°a min matta och ber : Afrikanska böner ; Samlade och °atergivna, Stockholm, EFS-Förlaget, 1971 (Auswahl auf Schwedisch aus Ich liege auf meiner Matte und bete übersetzt von Allan Hofgren)
- Afrikkaa läheltä : Tapahtumia ja tapaamisia, Helsinki, Suomen Lähetysseura, 1967 (Afrikanische Skizzen übersetzt von Leena Vallisaari)
- Ylistän Sinua : Afrikan nuorten kristittyjen rukouksia, Helsinki, Suomen Lähetysseura, 1967 (Ich singe Dein Lob durch den Tag übersetzt von Liisa Lehtonen)
- Jag sjunger ditt lov dagen l°ang : Unga kristna afrikaners böner, Stockholm, EFS-Förlaget, 1966 (Ich singe Dein Lob durch den Tag übersetzt von Allan Hofgren)
- Sur ma natte je prie, Lausanne, Éd. du Soc, 1964 (Ich liege auf meiner Matte und bete, französische Übersetzung von Edmond Pidoux)

### Tondokumente
- Fritz Pawelzik, Zeitzeuge, Interview mit Fritz Pawelzik in der Reihe Mensch, Otto! - Mensch, Theile! auf BAYERN 3 (Podcast)[20]
- Fritz Pawelzik, Seine Erlebnisse im Dritten Reich, Vortrag am 13. November 2008 in der FEG Bonn[21]
- Fritz Pawelzik, Mit Rollstuhl und Privatjet durch Afrika, Vortrag am 18. März 2010 in der FEG Bonn[22]
- Fritz Pawelzik, Nana Fritz in Afrika, illustriertes Hörbuch, 2003, AKA-Studio Essen
- Fritz Pawelzik, Unser Dorf in Afrika, Hörbuch, AKA-Studio Essen

## Lieder
- Herr, ich werfe Freude in den Himmel im Evangelischen Gesangbuch, Regionalteil Niedersachsen, Nr. 632